# Không gian mêtric hóa được
Trong lĩnh vực tôpô của toán học, một không gian mêtric hóa được là một không gian tôpô đồng phôi với một không gian mêtric. Như thế, một không gian tôpô {\displaystyle (X,\tau )} được gọi là mêtric hóa được nếu có một mêtric {\displaystyle d\colon X\times X\to [0,\infty )} sao cho tôpô cảm sinh bởi {\displaystyle d} là {\displaystyle \tau }. 

## Tính chất
Không gian mêtric hóa được thừa kế tất cả tính chất từ không gian mêtric. Ví dụ, do không gian mêtric là không gian thỏa mãn tiên đề đếm được thứ nhất (có cơ sở lân cận đếm được tại mỗi điểm) nên một điều kiện cần để mỗi không gian tôpô là mêtric hóa được là không gian đó thỏa mãn tiên đề đếm được thứ nhất. Ngoài ra, không gian mêtric hóa được cũng phải là không gian chuẩn tắc ({\displaystyle T_{4}}).
Không gian con của một không gian mêtric hóa được thì mêtric hóa được.

## Định lý mêtric hóa được
Định lý mêtric hóa của Urysohn: Không gian tôpô chính tắc thỏa mãn tiên đề đếm được thứ hai (có cơ sở đếm được) là không gian mêtric hóa được.
Có thể chứng minh định lý này bằng cách sử dụng bổ đề Urysohn .

## Một số định lý khác như là hệ quả của định lý Urysohn
Định lý 1: Giả sử X là {\displaystyle T_{1}}-không gian. Khi đó các mệnh đề sau là tương đương:
1. X là không gian chính tắc (tức không gian {\displaystyle T_{3}}) thoả mãn tiên đề đếm được thứ hai.
2. X đồng phôi với không gian con của khối lập phương {\displaystyle [0,1]^{\infty }}.
3. X là mêtric hoá được và là không gian khả ly.

Định lý 2: Nếu X là không gian tôpô mêtric hóa được và Y đồng phôi với X thì Y cũng mêtric hóa được.
Định lý 3: Tích Đề-các của một họ đếm được {\displaystyle \{X_{n}\},\,n\in Z^{+}} các không gian mêtric hóa được thì mêtric hóa được.
Định lý 4: Không gian compact Hausdorff thì mêtric hóa được khi và chỉ khi nó thỏa tiên đề đếm được thứ hai.
Định lý 5: Mọi không gian Hausdorff compact địa phương thỏa tiên đề đếm được thứ hai thì mêtric hóa được.
Chứng minh: Áp dụng Định lý 4 cho compact hóa một điểm không gian X Hausdorff compact địa phương, từ đó suy ra {\displaystyle X^{\infty }} là compact, Haudorff (do đó chuẩn tắc), và compact hóa được. Do {\displaystyle X\subset X^{\infty }} nên {\displaystyle X} mêtric hóa được.
Theo quan điểm đại số, ta có:
Định lý 6: Giả sử X là không gian tôpô. Khi đó các mệnh đề sau là tương đương:
1. X là không gian mêtric hoá được;
2. X là {\displaystyle T_{3}}-không gian có một cơ sở σ-hữu hạn địa phương;
3. X là {\displaystyle T_{3}}-không gian có một cơ sở σ-rời rạc.

Định lý mêtric hóa của Nagata-Smirnov mở rộng định lý Urysohn trong trường hợp không tách được. Định lý này phát biểu rằng: Một không gian tôpô là mêtric hóa được nếu và chỉ nếu nó chính tắc, Hausdorff và có cơ sở hữu hạn địa phương.
Một họ những tập được gọi là rời rạc nếu nó là hội đếm được của những tập hợp rời rạc. Họ F gồm những tập con của X gọi là rời rạc nếu mỗi điểm của X có một lân cận mà phần giao với X chứa nhiều nhất một phần tử của F.
Định lý mêtric hóa của Bing:  Một không gian tôpô là mêtric hóa được nếu và chỉ nếu nó chính tắc, {\displaystyle T_{0}} và có cơ sở rời rạc.
Định lý Urysohn chỉ cung cấp điều kiện đủ cho không gian tôpô mêtric hóa được trong khi định lý mêtric hóa của Nagata-Smirnov và Bing cung cấp cả điều kiện cần và đủ.

## Ví dụ
Ví dụ 1. Đa tạp tôpô thỏa mãn tiên đề đếm được thứ hai thì mêtric hóa được.
Ví dụ 2. Đường thẳng thực với tôpô rời rạc thì mêtric hóa được. Đối với tôpô rời rạc thì tập chỉ gồm một điểm là tập mở. Có vô số những tập trong R mà không đếm được. Xét cơ sở của tôpô thì tập mở trong tôpô là hội của những phần tử của cơ sở đó. Cơ sở của tôpô rời rạc R bao gồm những tập chỉ có một điểm như là một phần tử của cơ sở, và họ những tập này không đếm được. Vì thế R với tôpô rời rạc là không gian mêtric hóa được nhưng không có cơ sở đếm được. Điều này chứng tỏ không gian tôpô mêtric hóa được không nhất thiết phải có cơ sở đếm được.